# Terremoto de Lo Mustang de 1505
El terremoto de Lo Mustang de 1505 ocurrió el 6 de junio de 1505 y tuvo una magnitud estimada entre 8,2 y 8,8, lo que lo convierte en uno de los terremotos más grandes en la historia de Nepal. El terremoto mató aproximadamente al 30 por ciento de la población nepalesa en ese momento. El terremoto se localizó en el norte de Nepal, afectó al sur de China y al norte de India.